# Jan Szymański (1881–1953)
Jan Szymański (ur. 1881, zm. 1953) – polski działacz przeciwalkoholowy.

## Życiorys
Urodził się w 1881. Był działaczem przeciwalkoholowym. Współorganizował Zjazdy Przeciwalkoholowe. Był redaktorem miesięcznika „Trzeźwość” (wydawanego od 1919 przez Towarzystwo Trzeźwość) i kwartalnika „Walka z  Alkoholizmem”.
Pełnił funkcję komendanta naczelnego Straży Obywatelskiej w Krakowie. Po odzyskaniu przez Polskę niepodległości pracował na stanowisku referenta do spraw alkoholizmu w Ministerstwie Zdrowia. Był zaangażowany w tworzenie ustawy ograniczającej alkoholizm, uchwalonej przez Sejm 23 kwietnia 1920.
Zmarł w 1953.

## Publikacje
- Poezye (1912)[1]
- Zgrzyty. Kilka słów z powodu artykułów pp. dr-a F. Kierskiego i J. Bandrowskiego o mesjanizmie polskim i o naszej poezji romantycznej (1916)[6]
- Jaka powinna być władza zwierzchnia w Polsce (1919)[1]
- Krótki przegląd polskiej literatury o alkoholizmie (1924)[1]
- Obrona ustawy przeciwalkoholowej (1924)[2]
- Społeczne i państwowe znaczenie walki z alkoholizmem (1928)[2][1]
- Poglądy Krasickiego na sprawę alkoholizmu (1936)[1]
- Antologia przeciwalkoholowa. Wybór prac i wiadomości z dziedziny alkohologii (1947)[1]